# Un pappagallo volò sull'IJssel
Un pappagallo volò sull'IJssel è la sedicesima opera del rifugiato politico Kader Abdolah, iraniano naturalizzato olandese. Il romanzo, in gran parte d'ispirazione autobiografica, è scritto in lingua olandese e racconta l'integrazione dei primi rifugiati politici nei Paesi Bassi. Sebbene la narrazione comprenda diversi personaggi (di cui solo Memed, la figlia Tala, Parri e la di lei famiglia sono di nazionalità persiana), essa è perlopiù incentrata su Memed, meccanico di Teheran che si finge richiedente asilo per garantire alla figlia, mortalmente malata, le cure necessarie in Occidente. Ciò lo porterà nella piccola e provinciale Zalk, sul fiume IJssel.
Pubblicato nei Paesi Bassi, ad Amsterdam, nel 2014 da Prometheus, è stato tradotto in Italiano da Elisabetta Svaluto Moreolo e pubblicato nel 2016 dalla casa editrice milanese Iperborea grazie anche al "Creative Europe Programme of the European Union".

## Sinossi
Il romanzo racconta la talvolta problematica integrazione dei primi profughi mediorientali nei Paesi Bassi, concentrandosi in particolare su Zalk, Zwolle, Wilsum e 'S-Heerenbroek, provinciali località presso il fiume IJssel. Inizialmente concentrata esclusivamente su Memed e la figlia Tala, malata di cuore, una volta morta quest'ultima procede narrando le vicende dei vari personaggi secondari, ricostruendo così la storia di tutta la comunità dei profughi.

## Edizioni
- (NL) Kader Abdolah, Papegaai vloog over de Ijssel, Amsterdam, Prometheus, 2014, ISBN 9789044625820.
- Kader Abdolah, Un pappagallo volò sull'IJssel, collana Gli Iperborei, traduzione di Elisabetta Svaluto Moreolo, n. 163, Milano, Iperborea, 2016, ISBN 978-88-7091-466-5.